# جزم وردي الردف
جزم وردي الردف (الاسم العلمي: Carpodacus eos) (بالإنجليزية: Pink-rumped Rosefinch)‏ هو نوع من الطيور يتبع جنس الجزم من فصيلة الشرشوريات.

## نطاق الانتشار
يتواجد هذا النوع من الطيور في الصين وتايلاند حيث موائله الطبيعية هي المراعي المعتدلة.